# ميريام كريستين
ميريام كريستين (بالإنجليزية: Miriam Christine)‏ هي مغنية مالطية، ولدت في 30 يونيو 1979 في غوياس في البرازيل.

## وصلات خارجية
- ميريام كريستين على موقع IMDb (الإنجليزية)
- ميريام كريستين على موقع ميوزك برينز (الإنجليزية)
- ميريام كريستين على موقع ديسكوغز (الإنجليزية)